# Ябълчена киселина
Ябълчената или 2-хидроксибутандиовата киселина (acidum malicum) е двуосновна органична киселина. Среща се и като хидроксиянтарна киселина или малат. Има химична формула HOOC-CH2-CH(OH)-COOH или HOOC-CH(OH)-CH2-COOH, тъй като има оптична изомерия (енантиомерия). Представлява безцветно, хигроскопично кристално вещество, добре разтворимо във вода и етанол. За пръв път е изолирана от шведския химик Карл Вилхелм Шееле (Carl Wilhelm Scheele) през 1785 г. от зелени (неузрели) ябълки. Солите ѝ се наричат маликати. 

## Разпространение
В свободно състояние или под формата на соли (маликати, от лат. malum – ябълка) се среща само лявовъртящият ѝ енантиомер, който се съдържа в ябълките (най-вече в неузрелите), киселиците, вишните и други кисели плодове. Като никотинова сол се съдържа в тютюна и махорката (известна като ацтекски тютюн или силен тютюн, е растение от тропическите гори от семейство Solanaceae. Това е много мощен сорт тютюн, съдържащ до девет пъти повече никотин от обикновените видове Nicotiana като Nicotiana tabacum.).

## Роля в метаболизма
Ябълчената киселина е междинен продукт в цикъла на Кребс и глиоксалатния цикъл при обмяната на веществата в организмите.

## Приложение
Ябълчената киселина намира приложение в органичния синтез, в медицината и др. Използва се като хранителна добавка с естествен приозход (Е296) при производството на безалкохолни напитки и сладкарски изделия.